# Back On the Road Tour
Back On The Road Tour – dwudziesta druga trasa koncertowa grupy muzycznej Aerosmith, w jej trakcie odbyło się osiemnaście koncertów.

## Program koncertów
1. „Draw the Line”
2. „Same Old Song and Dance”
3. „Mama Kin”
4. „Janie’s Got a Gun”
5. „Livin’on the Edge”
6. „Rag Dol”
7. „Amazing”
8. „What it Takes”
9. „Last Child”
10. „Stop Messin’ Around” lub „Combination”
11. „I Don’t Want to Miss a Thing”
12. „Cryin’”
13. „Sweet Emotion”

Bisy:
1. „Dream On”
2. „Love in an Elevator”
3. „Walk This Way”

## Lista koncertów
1. 22 października 2011 – Lima, Peru – Estadio Universidad San Maros
2. 26 października 2011 – Asunción, Paragwaj – Jockey Club Paraguayo
3. 28 października 2011 – La Plata, Argentyna – Estadio Ciudad de La Plata
4. 30 października 2011 – São Paulo, Brazylia – Anhembi Convention Center
5. 1 listopada 2011 – Panama, Panama – Estadio Nacional Rod Carew
6. 3 listopada 2011 – Bogota, Kolumbia – Simon Bolivar Park
7. 5 listopada 2011 – Quito, Ekwador – Estadio Olimpico Atahualpa
8. 8 listopada 2011 – Meksyk, Meksyk – Foro Sol
9. 10 listopada 2011 – Zapopan, Meksyk – Estadio Omnilife
10. 12 listopada 2011 – Monterrey, Meksyk – Estadio Universitario
11. 22 listopada 2011 – Kanazawa, Japonia – Ishikawa Sports Center
12. 25 listopada 2011 – Hiroszima, Japonia – Hiroshima Green Arena
13. 28 listopada 2011 – Tokio, Japonia – Tokyo Dome
14. 30 listopada 2011 – Tokio, Japonia – Tokyo Dome
15. 2 grudnia 2011 – Fukuoka, Japonia – Marine Messe Fukuoka
16. 6 grudnia 2011 – Osaka, Japonia – Osaka Dome
17. 8 grudnia 2011 – Nagoja, Japonia – Aichi Prefectural Gymnasium
18. 10 grudnia 2011 – Sapporo, Japonia – Sapporo Dome